# Atzeneta del Maestrat
Atzeneta del Maestrat är en kommun i Spanien.   Den ligger i provinsen Província de Castelló och regionen Valencia, i den östra delen av landet, 300 km öster om huvudstaden Madrid. Antalet invånare är 1 342. Arean är 71 kvadratkilometer. Atzeneta del Maestrat gränsar till Benafigos, Culla, Lucena del Cid, Useras, Vistabella del Maestrazgo och Chodos. 
Terrängen i Atzeneta del Maestrat är huvudsakligen kuperad, men den allra närmaste omgivningen är platt.